# David Kyle
David A. Kyle (14 februari 1919 – 18 september 2016) was een Amerikaans sciencefictionschrijver.
Kyle gaf als tiener al sciencefiction-fanzines uit en was een van de oorspronkelijke leden van de New Yorkse "Futurians", tussen 1937 en 1945 een belangrijke sciencefictionfangroep waaruit schrijvers als Isaac Asimov, Damon Knight en Cyril Kornbluth voortkwamen. Hij nam deel aan de eerste World Science Fiction Convention in 1939 en richtte met Martin Greenberg in 1948 uitgeverij Gnome Press op, waar werken als Asimovs Ik, Robot en Foundation werden uitgebracht. Ook gaf deze uitgeverij Robert E. Howards boeken over Conan de Barbaar opnieuw uit.
In 1976 en 1977 schreef Kyle twee goed ontvangen geïllustreerde boeken over de geschiedenis van de sciencefiction. Tussen 1980 en 1983 schreef hij drie boeken in E.E. "Doc" Smiths Lensman-serie, onder de reeksnaam Second-Stage Lensman. Daarnaast schreef hij honderden artikelen in diverse sciencefictionbladen.
Kyle werd 97 jaar oud.